# Valdivienne
Valdivienne település Franciaországban, Vienne megyében. Lakosainak száma 2728 fő (2022. január 1.). Valdivienne Chapelle-Viviers, Chauvigny, Civaux, Fleuré, Lhommaizé, Pouillé és Tercé községekkel határos.

## Népesség
A település népessége az elmúlt években az alábbi módon változott:
| Lakosok száma | 2715 | 2750 | 2790 | 2747 | 2746 | 2749 | 2753 | 2740 | 2728 |
|               | 2013 | 2015 | 2016 | 2017 | 2018 | 2019 | 2020 | 2021 | 2022 |